# Body on Me
"Body on Me" é uma canção do rapper americano Nelly em parceria com a cantora Ashanti e com o cantor Akon. A música foi incluída no quinto álbum de estúdio do rapper Nelly, Brass Knuckles e no quarto álbum de estúdio da cantora Ashanti, The Declaration.

## Faixas e formatos
Europa CD single
1. "Body On Me" (Radio Edit) – 2:52
2. "Body On Me" (Album Version) – 3:21
3. "Body On Me" (Instrumental) – 3:32

## Desempenho
| Tabelas musicais (2008)                   | Melhor posição |
| ----------------------------------------- | -------------- |
| Austrália - Australian Singles Chart      | 32             |
| Canadá - Canadian Hot 100                 | 57             |
| Irlanda - Irish Singles Chart             | 12             |
| Reino Unido - UK Singles Chart            | 17             |
| Estados Unidos - Billboard Hot 100        | 42             |
| Nova Zelândia - New Zealand Singles Chart | 19             |
| Bulgária - Bulgarian Airplay Chart        | 15             |